# 천장전대 고세이저 에픽 온 더 무비
천장전대 고세이저 에픽 온 더 무비(일본어: 天装戦隊ゴセイジャー エピックON THEムービー)

## 캐스트
- 아라타 - 치바 유다이
- 에리 - 사토 리카
- 아그리 - 하마오 쿄스케
- 모네 - 니와 미키호
- 하이드 - 오노 켄토
- 아마치 노조무 - 나카무라 사쿠야
- 아마치 슈이치로 박사 - 야마다 루이 53세